# Gryponyx
Gryponyx là một chi khủng long, được Broom mô tả khoa học năm 1911.